# Эксперимент Либета
Экспериме́нт Ли́бета — эксперимент в области нейрофилософии, направленный на изучение свободы воли человека. Эксперимент был проведён в 1983 году в США пионером исследований в области нейронаук Бенджамином Либетом. 
Эксперимент предположил, что человек осознает желание совершить действие (например, поднять руку в случайный момент) только после того, как «мозг уже решит» его совершить, и в этом смысле у человека нет свободы воли. 
Результаты эксперимента оказались опровергнуты новыми исследованиями в 2019 году.

## Описание эксперимента
Отправной точкой для эксперимента Либета были эксперименты Уильяма Грея Уолтера и его коллег, а также Ханса Гельмута Корнхубера и Людера Деекке, в которых было показано, что между инициирующей нервной активностью в двигательных центрах коры головного мозга и фактическим движением руки проходит приблизительно одна секунда. С другой стороны, повседневный опыт Либета подсказывал ему, что промежуток времени между сознательным ощущением намерения и фактическим выполнением действия должен быть намного короче.

Схема процесса эксперимента Либета:
0 — обдумывание и принятие решения какой рукой и пальцем человек будет действовать (минимум 30 мс согласно Тревен и Миллер)
1 (− около 500 мс) — планирование действия измерение потенциала готовности,
2 (−200 мс) — человек чувствует желание и может отменить свое решение
3 (0 мс) — действие

Перед участниками эксперимента была поставлена задача совершить движение пальцем или согнуть запястье, когда у них возникнет такое желание. Испытуемый должен был запомнить положение точки на катодно-лучевом осциллографе в момент, когда у него появляется желание совершить действие, для того, чтобы зафиксировать потенциал готовности (readiness potential, RP). Электромиограф, который прикреплялся с помощью электродов к рукам участников эксперимента, позволял определить точное время сокращения мышц руки. При помощи электроэнцефалографа измерялась активность дополнительной моторной области мозга (ДМО), которая отвечает за планирование и контроль движений. В ходе следующего ряда экспериментов испытуемым предлагалось запланировать действие на определённый момент, но не совершать его.

## Результаты
В результате эксперимента была зафиксирована активность ДМО, отражающее сознательное планирование действие, которая предваряла на 250 мс сознательное желание пошевелить пальцем, а через 200 мс электромиографом фиксировался сигнал, исходящий от мышц руки. После проведения первых испытаний Либет сделал вывод, что часть мозга, отвечающая за планирование действий, срабатывает раньше осознания примерно на 350 мс. Либет пришёл к выводу, что свобода воли человека существует только после осознания желания, в промежутке 200 мс, в течение которых человек способен наложить так называемое «вето» на побуждение к действию. Это проверялось в следующей серии экспериментов, когда испытуемые не выполняли запланированное на определённое время действие. В этих случаях потенциал готовности всё ещё фиксировался, сигнализируя о том, что действие было запланировано, но не осуществлено. Также в ходе эксперимента было выявлено, что потенциал готовности возникает исключительно при осуществлении свободных сознательных действий, которые предваряют сознательное решение, определяющее действие.
Предположение Либета о том, что вето происходило непосредственно на сознательном уровне, а не было инициировано бессознательно, было подтверждено им экспериментально. Так же точно подтвердили это и эксперименты Кюна и Брасса, проведенные в 2009 г., но были интерпретированы в пользу того, что потенциал готовности определяет любое решение человека. Опыты так же как и предыдущие показали, что сигнал потенциала готовности также может возникать до принятия решения о вето (поскольку является частью сознательного планирования действия), когда движения не происходит, что говорит о том, что один и тот же сигнал, исходящий от моторных нейронов, недостаточен для начала движения.
Дальнейшие исследования дали новые результаты. Джуди Тревен и Джефф Миллер из университета Отаго в 2009 году провели два эксперимента, в котором просили участников либо принять решение нажать на кнопку, либо принять решение не нажимать. Решение должно было приниматься после условного звукового сигнала. Эксперимент установил, что потенциал готовности возникает в любом случае после условного сигнала независимо от того, какое решение было принято и следовало ли за этим действие. Ученые заключили на этом основании, что потенциал готовности не может быть признаком начала движения. Также в опытах Тревен была выявлена разница во времени, равная ~30 мс в случаях, когда необходимо было принять решение о движении, и 34 мс, когда необходимо было выбрать руку, которая соответствует времени сознательного принятия решения, двигаться или нет.
Группа ученых под руководством Джона-Дилана Хайнеса в 2016 году провела эксперимент, подтвердивший, что несмотря на возникновение потенциала готовности, участники могли прервать движение, приняв сознательное решение, и отказаться от действия за 200 мс до начала действия. Джон-Дилан Хайнес утверждает, что несмотря на то, что мы не сразу осознаем некий происходящий мозговой процесс, у нас всё равно есть возможность контролировать его, вплоть до поздней стадии.
Другие исследования также показали, что потенциал готовности есть вне зависимости от наличия последующего движения, а также что он является недостаточным для начала движения, вследствие чего возникло предположение, что потенциал готовности, выявленный в экспериментах Либета, кодирует процессы, отличные от подготовки к движению. Результаты исследований 2017 года предполагают, что такая нарастающая активность кодирует самоконтролируемые временные интервалы. Также она может быть связана с движениями, производимыми человеком помимо основного движения (к примеру, в результате саккад) или просто является нейронным шумом. Гипотеза о том, что такая активность кодирует самоконтролируемые временные интервалы, особенно актуальна, учитывая, что самоконтроль за течением времени испытуемыми присущ и эксперименту Либета (1983), а также Кюна и Брасса (2009).
Сейчас мало кто интерпретирует эксперимент Либета как доказательство отсутствия сознательной воли.

## Критика
Многие учёные подвергали сомнению результаты эксперимента, так как Либет использовал устаревшее оборудование — электроэнцефалограф, который мог давать серьёзные погрешности. Эксперты также считали, что сами испытуемые могут стать причиной искажения результатов, так как на них ложится вся ответственность за запоминание положения точки на осциллографе в момент возникновения желания совершить движение рукой.
Профессор философии Альфред Меле критиковал эксперимент за то, что Либет использовал понятия «решение», «побуждение» и «желание» как синонимы, каковыми они не являются. Меле считает, что решение — это свободный выбор, сознательно сформированное намерение, оно не может быть принято на бессознательном уровне, что доказывает невозможность взаимозаменяемости вышеперечисленных терминов.
Дэниел Деннет, американский философ и когнитивист, не был согласен с определением свободы воли и, соответственно, с выводами, сделанными Либетом в ходе эксперимента. Деннет определяет свободу воли как способность человека принимать решения в соответствии с определёнными обстоятельствами. Он не отрицает, что такая свобода не абсолютна, но утверждает, что она наделяет человека способностью нести ответственность за свои действия.
В конце концов, Аарон Шургер и другие исследователи опровергли результаты эксперимента Либета.

## Последователи
В 2008 году Джон-Дилан Хайнес с группой учёных повторил эксперименты пионера исследований. Главным отличием этих экспериментов от экспериментов Либета было использование новейшей аппаратуры. Так, для фиксирования результатов использовался магнитно-резонансный томограф, а вместо движения рукой испытуемым предлагалось нажимать на кнопки. Участники эксперимента следили за перемещающимися объектами на мониторе, и аппарат МРТ моментально фиксировал движение их глаз. Исследование показало, что при изменении направления взгляда активировалась теменная доля мозга, которая отвечает за реализацию принятых решений. Однако базальные ядра и лобная доля головного мозга, которые отвечают за принятие решений во время сознательного акта, активировались даже раньше, чем испытуемый менял направление взгляда. Этот эксперимент, в ходе которого использовалась точная, современная аппаратура, доказал, что сигнал потенциала готовности в моторных нейронах может возникать до начала движения.
Протокол опыта исключал случаи, когда человек мог отказаться от движения, а также не контролировалось отсутствие других движений, которые осуществлялись человеком во время проведения опытов (таких движений, как движение глаз, конечностей, туловища, контролирующихся той же дополнительной моторной областью, что и движение пальцев). Это исключало возможность проверки достаточности сигнала для начала движения пальцев, а также идентичности сигнала началу конкретного движения, что могло привести к ошибке в интерпретации опытов.
Ещё одним сторонником объективности результатов экспериментов Либета был Дэниел Вегнер, профессор психологии Гарвардского университета. В своей работе «Иллюзия сознательной воли» он утверждает, что сознательная воля является мнимой причиной действий. Своё утверждение он подкрепляет рядом примеров, которые он по собственному убеждению разделяет на две группы: автоматизмы и иллюзия контроля. Вегнер полагает, что автоматизмы — действия, которые кажутся проявлением сознательной воли только для внешнего наблюдателя, но не для субъекта действия, а иллюзия контроля — действия, которые воспринимаются человеком как сознательное влияние на что-либо, однако в реальности таковыми не являются. Учёный считает, что подлинная причина действий скрыта и включает в себя ментальные и физиологические процессы, факторы внешней среды. Однако Вегнер признаёт, что человек, осознанно руководствуясь представлениями о сознательной воле, может по своей воле нести моральную ответственность за свои поступки, несмотря на её иллюзорность по мнению ученого. Однако выводы Венгера не нашли подтверждения с точки зрения нейробиологии и основывались на метафорических представлениях фрейдизма о бессознательном.

## Психиатрия
Мнение человека о том, что он не управляет собой сознательно, и всё, что с ним происходит, происходит автоматически — частый симптом при шизофрении и проявляется в виде синдрома Кандинского-Клерамбо. 
Явления психического автоматизма. Ощущение, что действия выполняются автоматически, "сами по себе", без участия самого человека. Частый пример: чувство, что "мысли в голову вложены кем-то", "мысли, воспоминания, действия — не мои", "мои чувства и переживания открыты другим и их все знают".

## Влияние
Результаты экспериментов Либета стали известны широкой публике. Заголовки газет и журналов пестрели кричащими заголовками: «Учёные доказали, что свобода воли иллюзорна». Научные факты в подобных изданиях описывались упрощённо и, зачастую, искажённо. Это привело к массовому сдвигу в сознании. Абсолютное большинство читателей приходило к выводу, что они не могут влиять на решения своего мозга, а значит, отказываются нести ответственность за свои поступки, что напрямую сказывалось на их поведении.
Кроме того, важно отметить, что, основываясь на эксперименте Либета, современные учёные и философы[кто?] прогнозируют серьёзные вызовы нынешним представлениям о человеке и обществе. В частности, историк Юваль Ной Харари считает, что научные доказательства отсутствия свободы воли подрывают либеральную идеологию и основанный на ней порядок. По мнению Харари, либерализм, опирающийся на понятия индивидуализма и свободы выбора (избирателя, потребителя и т. д.), рискует потерять актуальность в свете последних научных открытий в области свободы воли — в первую очередь экспериментов Либета и его последователей.